# 타놈 끼띠카쫀
타놈 끼띠카쫀(태국어: ถนอม กิตติขจร, 1911년 8월 11일 ~ 2004년 6월 16일)은 타이의 군인, 정치가로 1931년 왕립사관학교 졸업 후 직업군인이 되었다.
그는 사릿 타나랏의 절친한 동료로 방콕 주둔 제1사령관이 되어 1957년 사릿 타나랏이 피푼 송크람을 몰아내기 위한 쿠데타를 일으킬 때 그를 지원했다. 1958년에 짧은 기간 동안 총리를 재임하고 1958년 말에 부총리 겸 국방장관이 됐다.
1963년 12월 사릿 타나랏이 죽자 뒤를 이어 총리가 되어 8번째 타이의 헌법개정안을 위해 기초할 의원들을 임명했고 1968년 6월 새 헌법이 제정했다.
1969년 2월 선거에서 타놈의 통일 타이 인민당이 승리해 계속 재임했고 공산주의자들의 폭동 위협을 방지하기 위해 전투부대를 베트남 전쟁과 라오스 내전에 파병했다.
1971년 11월 내각과 의회를 해산시키고 비상사태를 선포해 모든 정당활동을 금지시켰다. 1972년 12월 타놈을 총리 겸 외무장관으로 둔 채 임시헌법이 공포되자 1973년 10월 학생폭동이 일어났고 타놈은 학생시위대를 향해 군대가 발포해 수많은 학생들이 죽는 사건이 일어나자 군부가 타놈에 대한 지지를 철외해 타놈 정부는 붕괴됐다. 이 후 타놈은 국외로 망명했고 1976년 10월 다시 은밀히 귀국했다가 2004년 사망했다.